# The Cave
|  | Denne artikel er oprettet af botten Steenthbot ud fra en ekstern database. Den kan derfor have sproglige fejl eller mangler. Denne skabelon kan fjernes efter kontrol af indholdet. |

The Cave er en dansk dokumentarfilm fra 2019 instrueret af Feras Fayyad.

## Handling
I underjordiske huler og gange under krigsmarken i Ghouta, Syrien, gemmer der sig et hemmeligt hospital. Hospitalet drives af børnelægen Amani og hendes team bestående af læger og sygeplejersker. I det underjordiske mørke genskabes håbet for de tusindvis af børn og voksne, som er ofre for de brutale krigshandlinger.